# Serie 9300 de CP
La Serie 9300, se refiere a un tipo de automotor, que era utilizado por la compañía de los Caminhos de Ferro Portugueses en las Líneas del Vouga, Dan, Porto a Póvoa y Famalicão, Guimarães y Tua, y en los Ramales de Aveiro y Matosinhos.

## Descripción

### Historia
Planeadas para ser una versión de vía estrecha, y por esto más limitada, de los automotores de la CP Serie 0300, de la misma constructora - NV Allan, fueron construidas en 1954. Llegaron a Portugal en 1955, para complementar su reducida flota de automotores de vía estrecha de la compañía de los Caminhos de Ferro Portugueses, que a esas alturas estaba compuesta esencialmente por las unidades de la CP Serie 9100, siendo los restantes servicios efectuados por composiciones traccionadas por locomotoras a vapor.
Después de varias pruebas, que se revelaron satisfactorias, entraron en servicio el 16 de octubre de 1955, en la Línea de Tua. También ese mismo año, también comenzaron sus servicios en las Líneas de Porto a Póvoa y Famalicão, Guimarães y en el Ramal de Matosinhos. En 1975, fueron introducidas las primeras unidades en las Líneas de Vouga y Dan y en el Ramal de Aveiro; los otra¡os automotores de la misma serie también allí colocadas, junto con los respectivos remolques, después de haber sido sustituidas por composiciones traccionadas por locomotoras de la CP Serie 9000 en las líneas métricas de Porto, y por los automotores de la CP Serie 9700 en la Línea de Tua.
En la década de 1980, fueron introducidas, en las unidades motoras, nuevos motores diésel, de la marca Volvo; en 1993, también se encontraban circulando, con remolque, en la Línea de Vouga. En 2001, fueron sustituidos por los automotores de la CP Serie 9630 en la Línea de Vouga y Ramal de Aveiro, siendo retiradas del servicio. La 9301 fue vendida al Museo Vasco del Ferrocarril, manteniendo también el esquema de colores de la compañía de los Caminhos de Ferro Portugueses; la 9307 fue convertida en una composición de socorro, y la 9310, preservada.

### Caracterización
Originalmente clasificadas como MEy301-310, estos 10 automotores tenían capacidad para 32 pasajeros sentados en tercera clase, y 12 en la sección de primera clase, dos lavabos en el centro de la unidad, y un furgón de reducidas dimensiones. El esquema de colores originales, azul con una franja roja, fue, en la década de 1970, modificado por la pintura roja y blanca, característica de las composiciones de la compañía de los Caminhos de Ferro Portugueses. Algunos de los vehículos también ostentaron una decoración en azul oscuro con franjas rojas.
La propulsión de las unidades motoras estaba asegurada por dos motores AEC de 200 caballos a diésel, y a energía eléctrica, por cuatro motores de 80 caballos. El calentamiento en los motores se efectuaba a partir del sistema de circulación de agua para el calentamiento de los motores, mientras que, en los remolques, era utilizada una caldera con un aparato de aire caliente pulsado. La iluminación era eléctrica. Para la retención, se usaba un sistema mixto de aire comprimido y vacío de funcionamiento eléctrico y manual en el motor, y solo a vacío en el remolque.
A pesar de su excelente fiabilidad, tendían a pender demasiado en las curvas y a incendiarse, lo que causó algunos accidentes, como el Desastre Ferroviario de Custóias, el 26 de julio de 1964, en el cual la unidad número 309 descarriló en una curva de la Línea de Porto a Póvoa y Famalicão, incendiándose enseguida, o la destrucción de la 302 en un accidente en la Línea de Tua.

## Ficha técnica

### Características de explotación
- Año de construcción: 1954[1]
- Entrada en servicio: 16 de octubre de 1955
- Natureza de Servicio:  Línea
- Número de automotores: 10[6]
- Número de enganches: 8

### Datos generales
- Ancho de Via: 1000 mm
- Tipo de composición: Unidad Triple a diésel (motor + remolque + motor), Unidad Duple a diésel (motor + remolque), Unidad Simple a diésel (motor)
- Disposición de ejes: Bo' Bo'
- Número de Cabinas: 2
- Comando en unidades múltiples: Hasta 2 unidades motores
- Lubrificadores de verdugos: 4 - "Tipo FIAT"
- Registrador de Velocidad: Hasler
- Diámetro de ruedas (nuevas): 820 mm
- Longitud total: 18,5 metros[1]
- Tipo de tracción: Gasóleo (diésel)[6]
- Características esenciales: Suspensión en los bogies; ventilación forzada; relación de los engranajes 6,25:1

### Transmisión de movimiento
- Tipologia: Eléctrica[1]
- Tipo: 1 Generador principal - G 40/35
- Fabricante: Smit
- Características esenciales: Suspensión en los bogies; ventilación forzada; relación de las engranajes 6,25:1

### Motores de tracción
- Motor diesel:
  - Fabricante: A. Y. C. (Volvo después de la remotorización en la década de 1980)
  - Tipo: A-220
  - Cantidad: 2
- Motor eléctrico:
  - Fabricante: Smit
  - Tipo: GT30/27 S
  - Cantidad: 4
- Potencia nominal (ruedas): 208 kW (284 Cv)
- Número de tiempos: 4
- Disposición de los cilindros: LH
- Número de cilindros: 6
- Diámetro y Curso: 130x142 mm
- Cilindrada total: 2x11,3 = 22,6 I
- Sobrealimentación: BBC
- Potencia nominal (U.I.C.): 1800 rpm
- Velocidad Nominal: 1.800 rpm
- Potencia de utilización: 204 Cv
- Potencia total: 538 kW[6]

### Pesos
- Motor Diesel: 800 kg
- Generador principal: 1.480 kg
- Bogies completos:
  - Motor: 7.000 kg
  - Libre: 4.080 kg
- Aprovisionamientos:
  - Combustible: 340 kg
  - Aceite de diesel: 2 x 30 kg
  - Água de refrigeración: 2 x 100 kg
  - Agua de los lavabos: 2 x 75 kg
  - Arena: 160 kg
  - Personal y herramientas: 200 kg
  - Total: 1.110 kg
- Condiciones:
  - Motores:
    - Peso en vacío: 37.000
    - Peso en marcha: 38.100
    - En carga normal: 42100
    - En carga máxima: 44200

  - Remolque:
    - Peso en vacío: 22000
    - Peso en marcha: 22000
    - En carga normal: 22000
    - En carga máxima: 22000

  - Totales:
    - Peso en vacío: 22000
    - Peso en marcha: 22000
    - En carga normal: 22000
    - En carga máxima: 22000

### Partes mecánicas
- Fabricante: NV Allan

### Sistemas de trabajo
- Freno automático:
  - Fabricante: Knorr-Bremse
  - Tipo: Aire - Vacío en el enganche
- Freno dinámico:
  - Fabricante: Smit
  - Potencia máxima de frenado en cada M.t.: 146 kW

### Sistema de hombre muerto
- Fabricante: Allan-Smit

### Características de funcionamiento
- Velocidad máxima: 70 km/h[6]
- Tracción:
  - En Arranque: 9000 kg (U=0,25)
  - En régimen continuo: 2840 kg
  - Velocidad correspondiente al régimen continuo: 27 km/h
  - A velocidad máxima: 1100 kg

### Equipamiento de aire acondicionado
- Constructor: Allan
- Tipo: 180 WIOO
- Características esenciales:
  - Motor:Agua de diésel
  - Remolque: Caldera Webasto de aire caliente pulsado

### Capacidad
- Motor: **Sentados: ***Primera clase: 12 ***Tercera clase: 32 **En pie: 26 **Total: 70 *Remolque: **Sentados: ***Tercera clase: 68 **En Pie: 44 **Total: 112

## Listado de unidades motoras

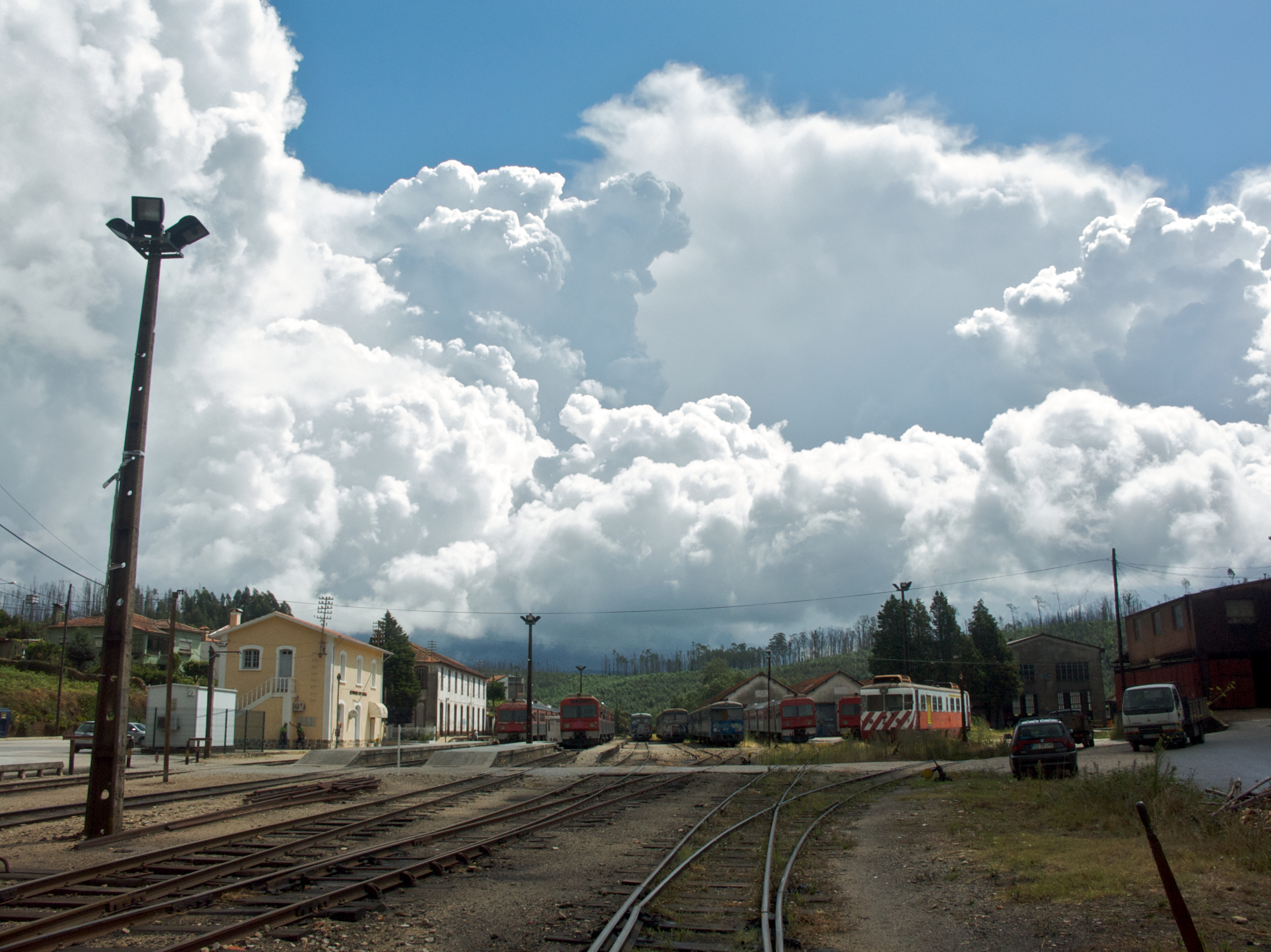
Estación de Sernada do Vouga. A la derecha de la imagen, la Unidad 9307, sirve como Convoy de socorro.

- 9301: Adquirida por el Museo Vasco del Ferrocarril
- 9302: Destruida en un incendio en la Línea de Tua, al final de la década de 1970
- 9303: Retirada del servicio
- 9304: Retirada del servicio
- 9305: Retirada del servicio
- 9306: Retirada del servicio
- 9307: Convertida en composición de socorro, aparcada en la estación de Sernada do Vouga. *9308: Retirada del servicio
- 9309: Destruida en el Desastre Ferroviario de Custóias, el 26 de julio de 1964
- 9310: Preservada, mantenida apta para funcionar